# Anthidium klapperichi
Anthidium klapperichi är en biart som beskrevs av Mavromoustakis 1965. Anthidium klapperichi ingår i släktet ullbin, och familjen buksamlarbin. Inga underarter finns listade i Catalogue of Life.